# Parasmittina nasuta
Parasmittina nasuta är en mossdjursart som först beskrevs av Harmer 1957.  Parasmittina nasuta ingår i släktet Parasmittina och familjen Smittinidae. Inga underarter finns listade i Catalogue of Life.